# Hypomecis lineataria
Hypomecis lineataria är en fjärilsart som beskrevs av Walker 1866. Hypomecis lineataria ingår i släktet Hypomecis och familjen mätare. Inga underarter finns listade i Catalogue of Life.